# 馬尚鎮區 (明尼蘇達州達科他縣)
馬尚鎮區（英語：Marshan Township）是位於美國明尼蘇達州達科他縣的一個行政鎮區。

## 地方資料
馬尚鎮區的面積為89.17平方千米，當中陸地面積為89.12平方千米，而水域面積為0.05平方千米。根據2020年美國人口普查的數據，當地共有人口1153人，而人口密度為每平方千米12.93人。